# Silence in the Snow
Silence in the Snow – siódmy album studyjny amerykańskiej grupy Trivium, wykonującej heavy metal w podgatunku metalcore, wydany 2 października 2015 przez wytwórnię Roadrunner.
Płyta charakteryzuje się znacznie lżejszym i w większości prostszym brzmieniem niż inne albumy zespołu. Promowana byłe przez single "Until the World Goes Cold", "Silence in The Snow", "Blind Leading the Blind" oraz "Dead and Gone".

## Lista utworów
| Nr  | Tytuł utworu                    | Długość |
| --- | ------------------------------- | ------- |
| 1.  | „Snøfall”                       | 1:28    |
| 2.  | „Silence in the Snow”           | 3:40    |
| 3.  | „Blind Leading the Blind”       | 4:25    |
| 4.  | „Dead and Gone”                 | 3:46    |
| 5.  | „The Ghost That's Haunting You” | 4:09    |
| 6.  | „Pull Me from the Void”         | 3:53    |
| 7.  | „Until the World Goes Cold”     | 5:21    |
| 8.  | „Rise Above the Tides”          | 3:54    |
| 9.  | „The Thing That's Killing Me”   | 3:30    |
| 10. | „Beneath the Sun”               | 3:56    |
| 11. | „Breathe in the Flames”         | 5:11    |
|     |                                 | 43:13   |

## Listy tygodniowe
| Kraj              | Lista                        | Pozycja |
| ----------------- | ---------------------------- | ------- |
| Australia         | Australian Charts            | 7       |
| Austria           | Austrian Charts              | 11      |
| Belgia            | Ultratop (Flandria)          | 58      |
| Belgia            | Ultratop (Walonia)           | 63      |
| Finlandia         | Suomen virallinen lista      | 16      |
| Francja           | Les Charts                   | 81      |
| Hiszpania         | Spanish Charts               | 92      |
| Holandia          | Dutch Album Top 100          | 80      |
| Irlandia          | Top 100 Artist Album         | 33      |
| Kanada            | Billboard Canadian Albums    | 8       |
| Niemcy            | Offizielle Deutsche Charts   | 13      |
| Nowa Zelandia     | New Zealand Charts           | 21      |
| Stany Zjednoczone | Billboard 200                | 19      |
| Stany Zjednoczone | Top Hard Rock Albums         | 3       |
| Stany Zjednoczone | Top Rock Albums              | 3       |
| Szkocja           | Scottish Albums Chart        | 16      |
| Szwajcaria        | Schweizer Hitparade          | 19      |
| Wielka Brytania   | UK Albums Chart              | 19      |
| Wielka Brytania   | UK Rock & Metal Albums Chart | 3       |